# Galleria del cardinale Silvio Valenti Gonzaga
La Galleria del cardinale Silvio Valenti Gonzaga è un quadro di Giovanni Paolo Pannini, dipinto nel 1749. 

## Descrizione
Spettacolare - per impostazione della scena, per ricchezza dei particolari, per dimensioni - questo quadro è un unicum nella storia dell'arte italiana, costituendo un importante esempio di metapittura. Vi sono raffigurati 220 dipinti, di cui 144 sono leggibili e 70 sono stati anche identificati. La collezione del cardinale Silvio Valenti Gonzaga era composta da oltre 800 pezzi, fra cui uno dei cartoni di Michelangelo per Epifania della Vergine. 
Del dipinto esistono due studi: il bozzetto originale, conservato al Museo di Belle Arti di Marsiglia e una copia di questo bozzetto (del 1761) che è all'Escorial (Madrid). 
Pannini ha fuso realtà e fantasia. La villa Paolina a Roma, abitata dal cardinale, che sorgeva tra le attuali via XX settembre e via Piave e che poi divenne villa Bonaparte, era di dimensioni contenute e la collezione di Silvio Valenti Gonzaga lì era ammassata. La monumentalità architettonica che appare nel dipinto - vagamente ispirata alla galleria di palazzo Colonna - è una invenzione di Pannini e forse un sogno del cardinale Valenti Gonzaga che si fece ritrarre al centro del suo "cenacolo" di villa Paolina. 
Accanto al cardinale, Pannini figura insieme al pittore Pietro Navarro. A sinistra si vedono due personaggi, forse i padri François Jacquier, titolare della cattedra di Fisica a La Sapienza e Ruggiero Giuseppe Boscovich, autore di un testo sul funzionamento del telescopio circolare. Il personaggio in livrea rossa e con la parrucca è il fisico Louis Wood che aveva procurato strumenti scientifici al cardinale. Il nano Giambattista Mamo è con il cardinale Luigi Valenti Gonzaga, nipote e pupillo del cardinale Silvio. 

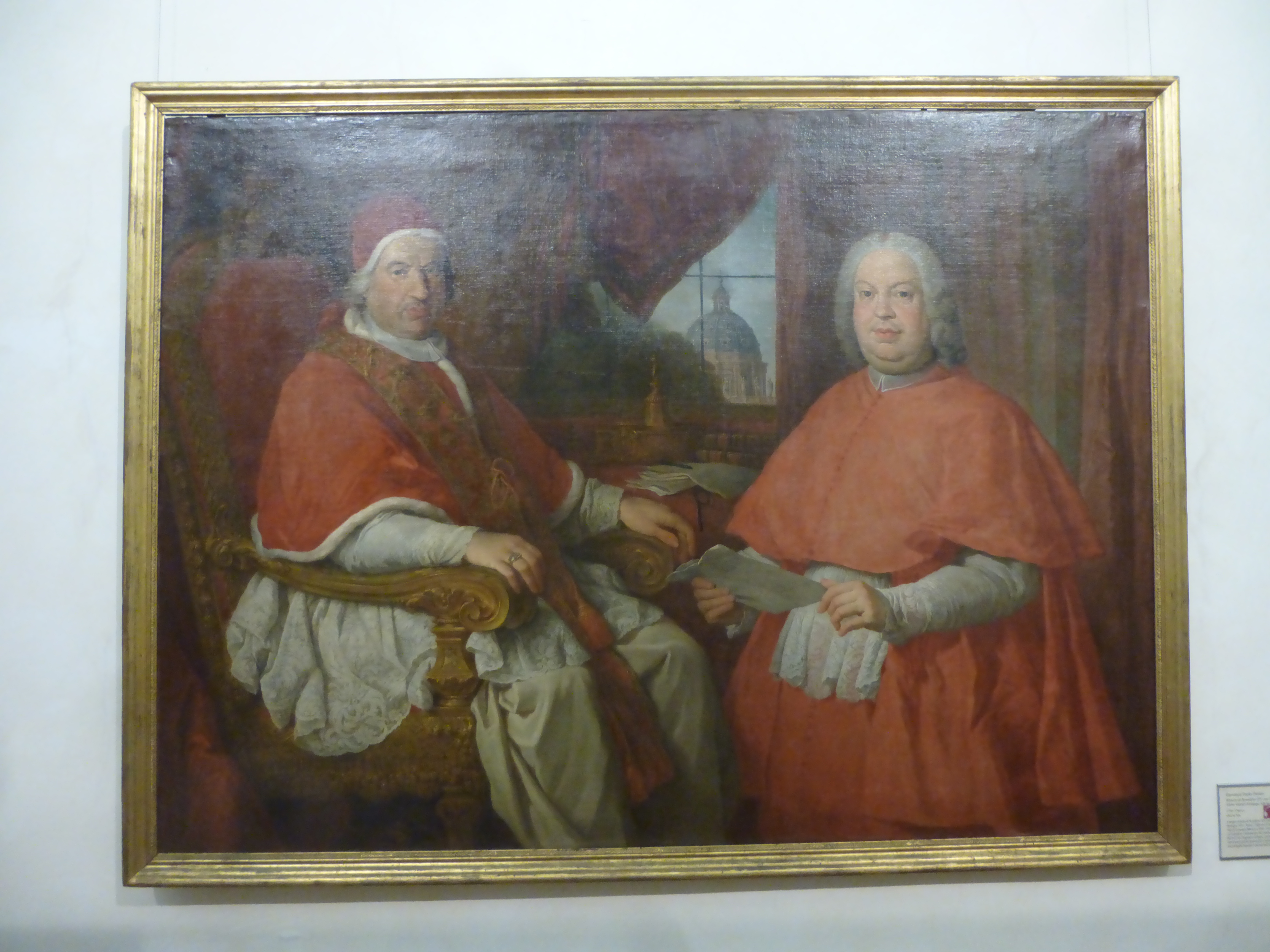
Giovanni Paolo Pannini, Benedetto XIV e cardinale Gonzaga, 1750 ca.

Protettore di artisti e di scienziati, promotore di cultura e collezionista raffinato, Silvio Valenti Gonzaga è considerato fondatore della Pinacoteca Capitolina, poiché ha persuaso il papa ad acquistarne il nucleo originario: le collezioni dei fratelli Marcello e Giulio Sacchetti e del cardinale Pio di Savoia. Protesse il pittore francese Pierre Subleyras - che ne eseguì il ritratto - e si fece ritrarre da Pannini accanto a papa Benedetto XIV, di cui era segretario di Stato. In questo dipinto, sullo sfondo della cupola di San Pietro, il papa esprime il forte sodalizio con il suo ministro che metteva in pratica il programma politico, economico e culturale dello Stato della Chiesa.
Nel 1756 Pannini stese un inventario dell'immensa collezione del cardinal Gonzaga, ma pochi anni dopo la morte del cardinale la sua quadreria - con opere di Carracci, Subleyras, Veronese, Van Laer, Barocci, Pannini, Mola, Testa, Van Wittel e Manfredi - fu smembrata e dispersa. Parte della collezione passò ai Torlonia, quindi alla Galleria Corsini (oggi Galleria Nazionale d'Arte Antica), parte fu acquistata dal re di Danimarca e oggi si trova a Copenaghen, parte arrivò ai musei di Stoccolma, San Pietroburgo e Varsavia.

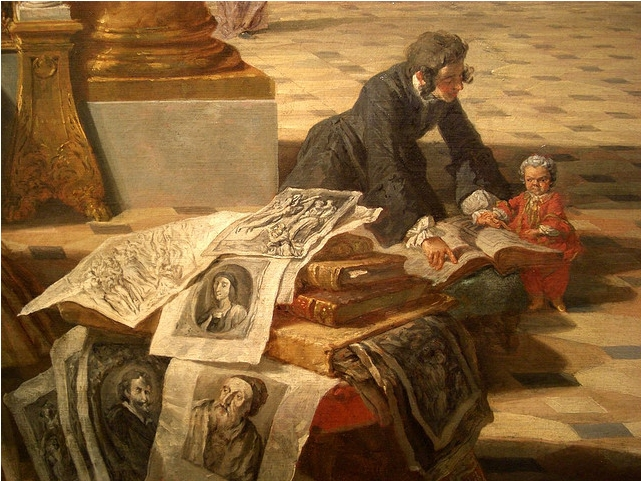
Giovanni Paolo Pannini, Galleria del cardinale Silvio Valenti Gonzaga, part.

### Alcuni dipinti raffigurati
- Raffaello Sanzio, Madonna della Seggiola (copia)[3]
- Johannes Cornelisz Verspronck, Ritratto dello sposo
- Raffaello Sanzio, Madonna dei garofani (copia)
- Paolo Veronese, Allegoria della Fede
- Giuseppe Maria Montesanti, Ritratto di Silvio Valenti Gonzaga
- Giuseppe Maria Montesanti, Ritratto di Luigi Valenti Gonzaga
- Pierre Subleyras, Ritratto di Silvio Valenti Gonzaga (Pinacoteca Capitolina)
- Pierre Subleyras, Matrimonio mistico di Santa Caterina
- Giovanni Paolo Pannini, Ritratto di Benedetto XIV con Silvio Valenti Gonzaga (Museo di Roma)[4]
- Bartolomeo Manfredi, Bacco e un bevitore (Palazzo Barberini)
- Agostino Masucci, Annunciazione (Copenaghen, Statens Museum for Kunst)
- Perin del Vaga, San Matteo (Copenaghen, Statens Museum for Kunst)
- Pietro Perugino, Sacra Famiglia (Copenaghen, Statens Museum for Kunst)[5]
- Benvenuto Tisi da Garofalo, Santa Margherita (Copenaghen, Statens Museum for Kunst)
- Parmigianino, Ritratto di Lorenzo Cybo (Copenaghen, Statens Museum for Kunst)
- Pietro Testa, Presentazione al Tempio (San Pietroburgo)
- Tiziano Vecellio, Madonna con santi (Stoccolma)
- Pier Francesco Mola, Cacciata dal Paradiso  (Museo nazionale di Varsavia)
- Bartolomeo Manfredi, Bacco e un bevitore
- Scuola francese, La Gioconda (copia da Leonardo) (Palazzo di Montecitorio)
- Correggio, Maddalena che legge, (copia, su rame) (Palazzo Barberini)
- Giulio Romano (attr.), Ritratto di Baldassarre Castiglione (copia da Raffaello, con varianti)
- Sebastiano del Piombo (attr.), Ritratto di Giulio II Della Rovere, (copia da Raffaello, con varianti)
- Giuliano Bugiardini, Leone X con i due cardinali Giulio de' Medici e Innocenzo Cybo, (copia da Raffaello) (Palazzo Barberini)[6]
- Federico Barocci, Cristo appare alla Maddalena
- Pier Francesco Mola, Cacciata dal Paradiso terrestre
- Paolo Veronese, Donna con calice
- Michelangelo Cerquozzi (attr.), Abbeveratoio, olio su rame
- Federico Barocci, Beata Michelina, (copia)
- Gaspar van Wittel, Veduta di Ronciglione
- Francesco Solimena, Cristo dà le chiavi a San Pietro